# USS 노틸러스 (SSN-571)
USS 노틸러스(USS Nautilus SSN-571)는 미국 해군에서 건조한 세계 최초의 원자력 잠수함이자, 1958년 8월 3일 세계 최초로 북극점 아래를 항해한 잠수함이기도 하다.
이 배의 이름은 쥘 베른이 지은 소설 해저 2만리에 등장하는 가상의 잠수함 'USS 노틸러스'에서 가져왔으며, 같은 이름을 가진 USS 노틸러스 (SS-168)과 구분짓기 위해 새로운 원자력 잠수함인 노틸러스는 1951년 인가, 1952년 기공, 그리고 1954년 미국의 제 34대 대통령인 드와이트 아이젠하워의 영부인 메이미 아이젠하워(Mamie Eisenhower)가 세례를 했으며, 동년 9월에 미국 해군 함정으로 취역하게 된다. 잠수함의 건조는 1955년에 최종적으로 끝나게 된다.
USS 노틸러스의 원자로로 인해 기존 디젤-잠수함보다 더 오래 해저를 누빌수 있었고 기존의 기록들을 취역 1년만에 깨버렸으며, 기존 잠수함들이 갈 수 없던 장소까지 가게 되었다. 항해 중 여러 가지 디자인과 건조의 한계점이 드러났으며, 이는 더 나은 잠수함을 만드는 계기가 되었다.
USS 노틸러스는 함체의 노후화로 인해 1980년 퇴역했으며, 1982년 국립역사기념물로 지정되었다. USS 노틸러스는 현재 코네티컷주 그로튼에 위치한 잠수함대 잠수함 및 박물관에 박물관 배로 보존되어 있으며 연간 25만명의 방문객이 찾고 있다.

## 계획 그리고 건조

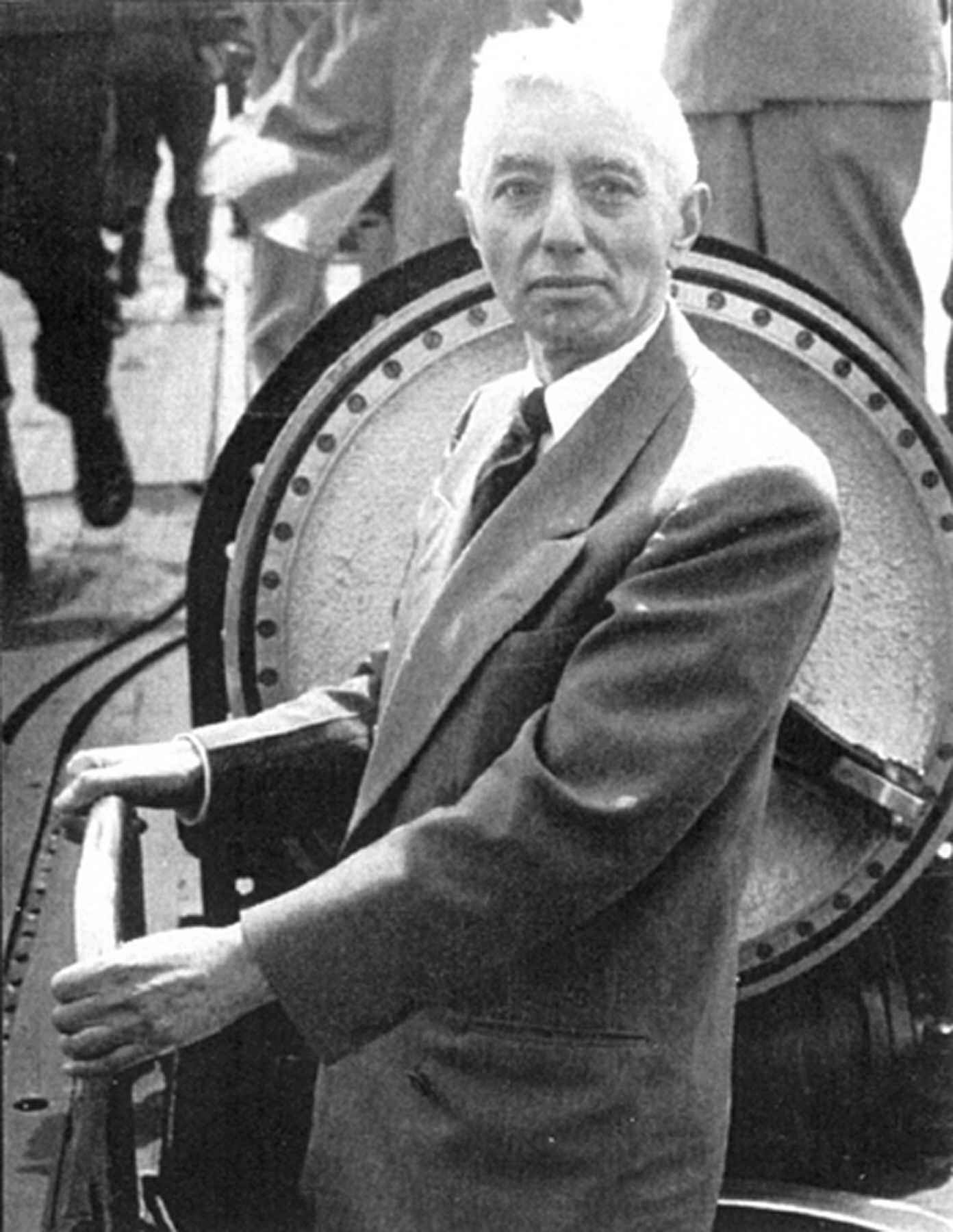
USS 노틸러스를 순시하는 하이먼 G.리코버 제독

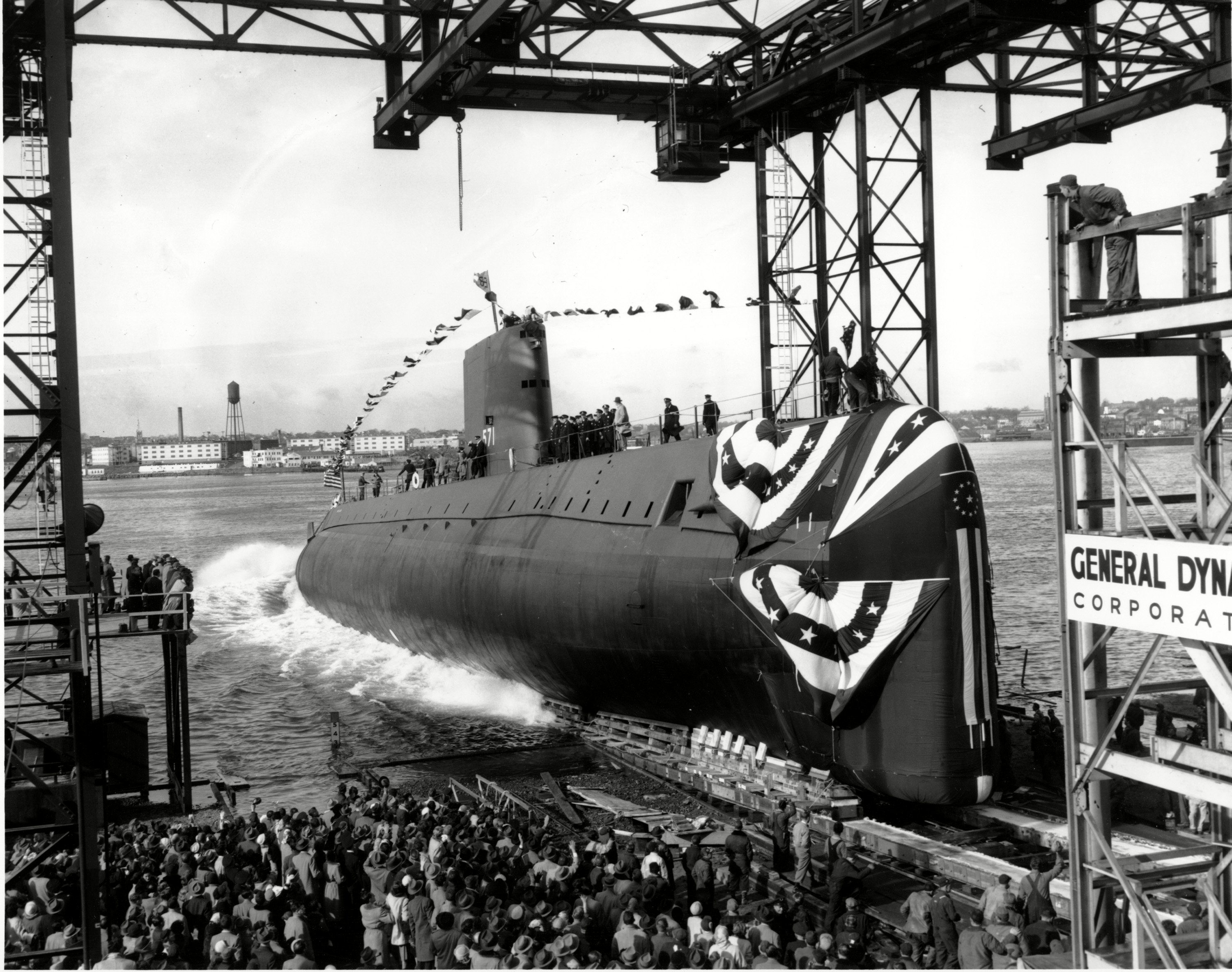
USS 노틸러스 출항

첫번째 핵 잠수함의 개념 설계는 1950년 3월 프로젝트 SCB 64로 시작되었다. 1951년 7월, 미국 의회는 "핵 해군의 아버지(Father of the Nuclear Navy)"로 알려진 미국 해군의 하이먼 G. 릭오버 대령(Captain (later Admiral))가 계획하고 개인적으로 감독한 미 해군용 원자력 잠수함 건조를 승인했다. 1951년 12월 12일 미 해군부은 잠수함이 공식적으로 명명된대로 네 번째 미 해군 함정 노틸러스(Nautilus)로 불릴 것이라고 발표했다. 보트는 선체 번호 SSN-571을 실었다. USS 노틸러스는 미국 가토, 발라오급 및 텐치급 잠수함에 대한 GUPPY(Greater Underwater Propulsion Power) 향상의 혜택을 누렸다.
USS 노틸러스의 용골은 1952년 6월 14일 해리 S.트루먼에 의해 코네티컷주 그로튼에 있는 제너럴 다이내믹스의 전기보트부서(Electric Boat Division)에 놓여졌다. 잠수함은 1954년 1월 21일에 이름 지어지고 메이미 아이젠하워(Mamie Eisenhower)의 후원으로 템스강(Thames River)에서 진수되었다.  USS 노틸러스는 1954년 9월 30일 USN 유진 P. 윌킨슨(Eugene P. Wilkinson) 사령관의 지휘 하에 취역 했다.
노틸러스는 잠수함 열 원자로(STR Submarine Thermal Reactor)에 의해 구동되었으며, 후에 웨스팅하우스 전기 공사(Westinghouse Electric Corporation)에서 미 해군을 위해 생산한 가압경수로(pressurized water reactor)인 S2W 원자로로 재지명되었다. 웨스팅하우스가 운영하는 베티스 원자력 연구소(Bettis Atomic Power Laboratory)는 1947년 12월 31일 잠수함용 원자력 발전소를 설계하라는 임무를 받은 후 노틸러스에서 사용되는 기본 원자로 발전소 설계를 개발했다. 원자력은 공기를 소비하지 않는 무공해 공정(zero-emission process)이기 때문에 잠수함 추진에 결정적인 이점이 있었다. 이 설계는 거의 모든 미국 핵 추진 잠수함 및 수상 전투함의 기초이며 다른 국가에서 해군용 핵 추진을 위해 채택했다. 최초의 실제 프로토타입(노틸러스 용)은 1953년 아이다호(Idaho)에 있는 국립 원자로 시험장(National Reactor Testing Station)의 일부인 S1W 시설에서 아곤 국립 연구소에 의해 건설 및 시험되었다.
노틸러스 함선 패치는 월트 디즈니 컴퍼니에서 설계했으며 현재 함선 사관실에는 현재 지르코늄으로 만든 식탁용 식기 세트가 전시되어 있는데, 핵연료 피복이 일부 지르코늄으로 만들어 졌기 때문이다.

## 기록
1955년 1월 17일 오전 11시, USS 노틸러스의 초대 함장인 유진 P. 윌킨슨 사령관은 모든 전선을 끊으라고 명령하고 기억에 남는 역사적인 메시지 인 "Underway on Nuclear Power"를 전했다. 물속에 잠긴 그녀는 뉴런던에서 푸에르토 리코의 산후안까지 1,100 해리 (2,000km, 1,300 마일)를 여행했고 90 시간도 안되는 시간에 1,200 해리 (2,200km)를 달렸다. 당시 이것은 잠수함에 의한 가장 긴 수중 크루즈였으며 기록 된 최고 지속 속도 (최소 1 시간 동안)로 기록되었다.
1955년부터 1957년까지 USS 노틸러스 침수 속도와 지구력 증가의 영향을 조사하는 데 계속 사용되었다. 이러한 개선으로 제2차 세계 대전 중 대 잠수함 전쟁의 진전이 사실상 쓸모 없게 되었다. 전쟁 중 잠수함을 격파하는 데 결정적인 역할을 한 레이더 및 대 잠수함 항공기는 지역에서 빠르게 이동하고 수심을 빠르게 변경하며 매우 오랫동안 잠수 할 수 있는 선박에 대해 비효율적임이 입증되었다.
1957년 2월 4일, USS 노틸러스는 그녀의 이름과 일치하는 60,000 해리 (110,000km; 69,000 마일)를 기록하여 쥘 베른의 소설 《Twenty Thousand Leagues Under The Sea》에 묘사 된 가상의 USS 노틸러스와 일치한다. 5 월에 그녀는 태평양 연안 훈련과 함대 훈련, 작전에 참여하기 위해 태평양 연안으로 출발하여 태평양 함대 부대에게 핵 잠수함 능력을 알게되었다.
USS 노틸러스는 7월 21일 코네티컷주 뉴런던으로 돌아와 8월 19일 극지방의 얼음 아래 1,200 해리 (2,200km, 1,400 마일)의 첫 항해를 위해 다시 출발했다. 그 후, 그녀는 NATO 훈련에 참여하기 위해 동 대서양으로 향했고 영국과 프랑스의 다양한 항구를 순회하며 그 나라의 국방 요원이 검사했다. 그녀는 10월 28일 뉴런던에 돌아와 유지 관리를 거쳐 봄까지 해안 작전을 수행했다.

## 작전명 선샤인 – 북극 아래에서
스푸트니크 1호의 핵 대륙간 탄도 미사일(ICBM)의 위협에 대한 대응으로 아이젠하워 대통령은 조만간 나올 잠수함발사 탄도유도탄(SLBM) 무기체계의 신뢰성을 확보하기 위해 미 해군에 북극점 잠수함 수송을 시도하라고 지시했다. 1958년 4월 25일, 미 해군 사령관인 틀:임시맄으의 지휘 하에 USS 노틸러스는 서해안을 향해 다시 전진하고 있었다. USS 노틸러스는 샌디에이고, 샌프란시스코, 시애틀에 정박 후 6월 9일, 시애틀의 항구를 출발하면서, 역사적인 극지 수송작전 "선샤인"을 시작했다. 6월 19일, USS 노틸러스는 축치 해로 들어갔지만, 얕은 물에서의 깊은 유빙에 의해 되돌아가야 했다. 6월 28일, USS 노틸러스는 더 나은 조건의 얼음이 갖춰지기를 기다리기 위해 진주만에 도착했다.
1958년 7월 23일, USS 노틸러스의 기다림이 끝나고 북쪽으로 항로를 잡았다. USS 노틸러스는 8월 1일과 8월 3일 바로우 바다계곡에서 잠수하였고, 동부 표준시(EDT)기준 23시15분에 북극에 도달한 최초의 수상선이 되었다. 부상하지 않고 극도의 위도에서 항해 할 수 있는 기능은 나바호 순항 미사일에 사용되었던 N6A의 해군식 개조버전인 북미 항공기 제작회사 노스아메리칸(NAA)의 N6A-1 관성 항법 장치의 기술 덕분으로 1957년 USS 컴퍼스 아일랜드 ((AG-153))에서 첫 해상 시험 후 USS 노틸러스와 USS 스케이트에 설치되었다. 북극에서부터 USS 노틸러스는 계속해서 항해하였고 얼음 아래에서 96시간 그리고 1590해리(2,940km, 1,830mi)를 항해한 끝에 그린란드 북동쪽에서 부상하였고 북극 주변의 첫 수중 항해를 성공적으로 마쳤다. 이번 임무의 기술적인 세부 사항은 수석 과학자이자 얼음 조종사로 USS 노틸러스에 동행한 월도 라이온 박사를 포함한 해군 전자 연구소의 과학자들이 계획한 것이다.
북극 빙하 아래에서의 항해는 어려웠다. 85°N 이상에서는 자기 나침반과 일반 회전 나침반이 부정확해진다. 스페리랜드라는 회사에 의해 만들어진 특별한 회전 나침반은 여행 직전에 설치되었다. 이것은 잠수함이 빙하 아래에서 방향을 잃을 수도 있고 승무원들이 "경도 룰렛"을 해야 할 위험이 있었다. 앤더슨 사령관은 만약 잠수함이 수면 위로 떠오를 필요가 있다면 어뢰를 사용하여 얼음에 구멍을 내는 것을 고려했었다.
그 여행의 가장 어려운 부분은 베링 해협에서 있었다. 얼음은 해수면 아래 60피트(18m)까지 뻗어 있었다. 베링 해협을 통과하려는 첫 번째 시도에선 얼음과 해저 사이에 공간이 부족했다. 베링 항로를 통과하기 위한 성공적인 두 번째 시도에서 이 잠수함은 알래스카에 가까운 알려진 수로를 통과했다 (잠수함의 탐지를 피하고 싶어했기 때문에 이것이 최우선의 선택은 아니었다).
만년설 아래의 여행은 그 당시 소련이 스푸트니크호를 발사했지만 자체 핵잠수함이 없었기 때문에 미국에 중요한 힘이 되었다. 대통령은 이번 순방을 발표하는 연설에서 언젠가는 핵화물 잠수함들이 무역을 위해 그 항로를 이용할지도 모른다고 말했다.
USS 노틸러스가 그린란드에서 남쪽으로 이동하자 헬기가 앤더슨 사령관을 공수해 워싱턴 D.C.로 이송했다. 8월 8일 백악관 행사에서 아이젠하워 대통령은 그에게 훈공장을 수여하고 승무원들이 대통령 표창을 받았다고 발표했다.
USS 노틸러스의 다음 기항지인 영국 포틀랜드섬에서, USS 노틸러스는 미국 대사 JH 휘트니로부터 평화시에 최초로 발행된 부대 표창장을 받았고, 대서양을 건너 10월 29일 코네티컷주 뉴런던에 도착했다. 그 해의 남은 기간 동안 USS 노틸러스는 고향인 뉴런던 항구에서 운항되었다.

## 운영 기록
1959년 초 함대 훈련에 이어 USS 노틸러스는 메인주 키터리에 있는 포츠머스 해군 조선소에 들어와 첫 번째 완전한 점검(1959년 5월 28일 ~ 1960년 8월 15일)을 실시했다. 정비는 재교육을 거쳐 10월 24일 뉴런던을 떠나 지중해의 6함대와 첫 배치를 위해 12월 16일 고향으로 돌아왔다.
USS 노틸러스는 코네티컷주 뉴런던의 주 부두에서 제10잠수함전대에 배정된 경력의 대부분을 보냈다. USS 노틸러스 전대의 다른 잠수함은 입찰과 함께 집을 묶어 예방 유지 보수를 받았으며, 필요한 경우 잘 갖추어진 잠수함 입찰 USS 풀턴 (AS-11)과 기계공, 밀라이트 및 기타 장인의 승무원으로부터 수리를 받았다.
USS 노틸러스는 대서양에서 운영되어 ASW 개선에 대한 평가 테스트를 실시하고 북대서양 조약 기구 훈련에 참여하고 1962년 10월 쿠바 해군 검역소에서 1963년 8월 2개월간의 지중해 투어를 위해 동쪽으로 다시 향했다. 돌아오는 길에 그녀는 1964년 1월 17일 두 번째 정비를 위해 포츠머스 해군 조선소에 들어갈 때까지 함대 훈련에 참여했다.
1966년 5월 2일, USS 노틸러스 는 고향으로 돌아와 대서양 함대와 함께 작전을 재개했고, 그 달 경에 300,000해리(560,000km, 350,000mi)가 진행 중이었다. 이듬해와 1967년 8월에 컴서브란트를 위해 특별 작전을 수행한 후 1967년 8월에 포츠머스로 돌아와 1년 동안 머물렀다. 1966년 훈련 중 그녀는 11월 10일 항공모함 USS 에식스 (LHD-2)와 충돌하여 얕은 다이빙을 했다. 포츠머스에서 수리를 마친 그녀는 남동부 해안에서 운동을 했다. 그녀는 1968년 12월 뉴런던으로 돌아와 남은 생애 동안 제10잠수함전대의 부대로 운영되었다.
1979년 4월 9일, USS 노틸러스 는 코네티컷주 그로톤에서 리처드 A. 리델의 지휘 하에 마지막 항해를 떠났다. 그녀는 1979년 5월 26일 캘리포니아 발레호의 마레 아일랜드 해군 조선소에 도착했다. 그녀는 1980년 3월 3일 해군 함정 등록부에서 재적되었다.

## 역사
1951년 미국 의회는 하이먼 G. 리코버 대령이 계획하고 관리감독한 핵추진 잠수함의 건조를 승인했다. 하이먼 G. 리코버 대령은 "원자력 해군의 아버지"(Father of the Nuclear Navy)라고 불린다. 이후에 4성장군인 제독(Admiral)까지 승진했다.
1951년 12월 12일 미국 해군부은 최초의 핵잠수함 이름이 노틸러스라고 발표했다. 미국 해군 역사상 4번째 노틸러스함이다.
1952년 6월 14일 해리 S. 트루먼 현직 대통령이 참석하여 코네티컷주 그로톤의 제너럴 다이내믹스 일렉트릭 보트에서 기공식이 열렸다. 1954년 1월 21일 드와이트 D. 아이젠하워 현직 대통령의 영부인 매미 아이젠하워 여사의 축복으로 준공식을 하였다. 1954년 9월 30일 공식 취역했다. 유진 P. 윌킨슨 함장이 지휘했다.

## 같이 보기
- USS 노틸러스 (가공의 배)
- 노벰버급 잠수함 (소련)
- 루비급 잠수함 (프랑스)